# Madona se svitkem

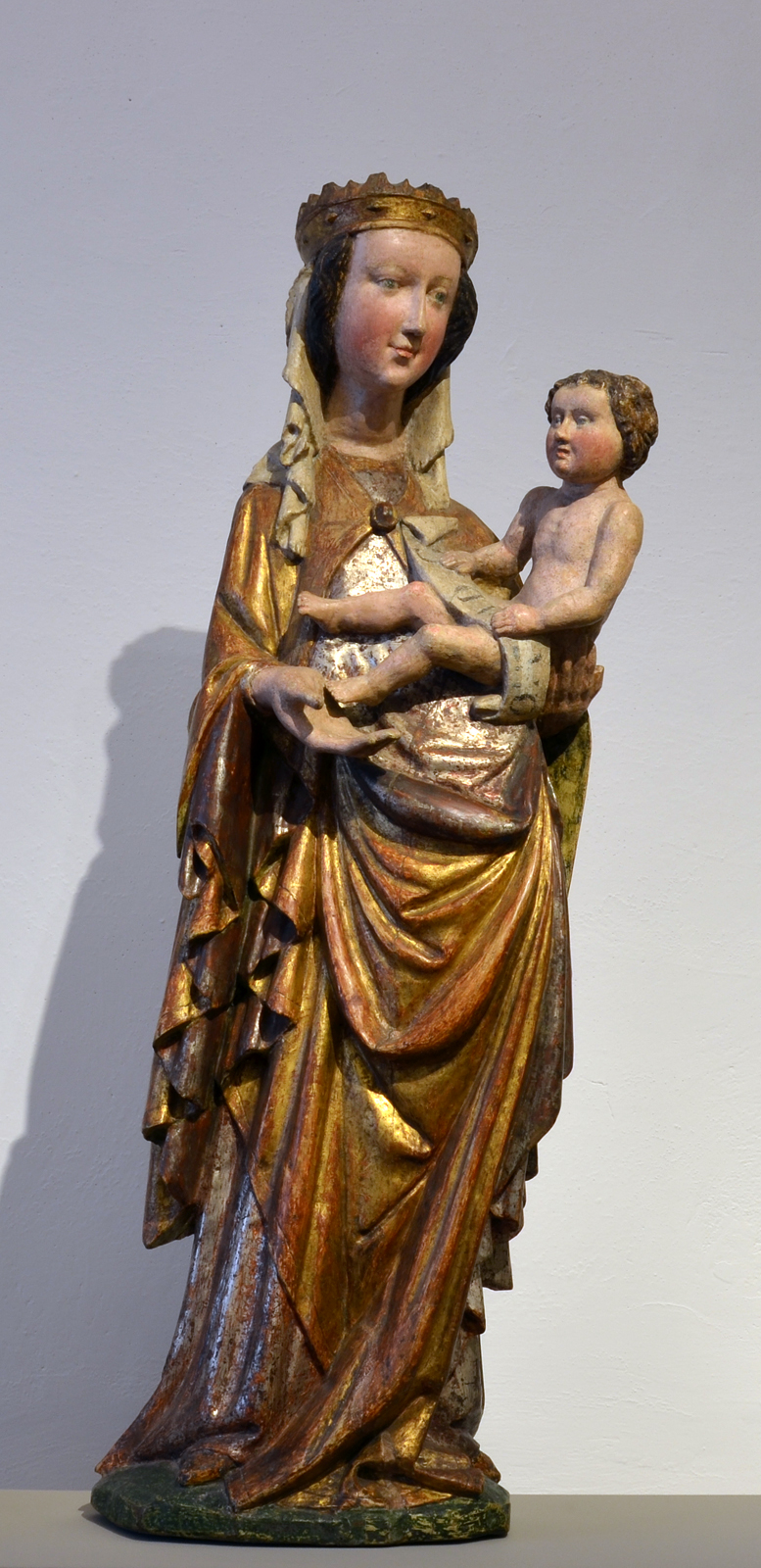
Madona se svitkem (1430-1440)

Madona se svitkem (též Madona chomutovského muzea, kolem 1430–1440) je pozdně gotická socha z období doznívání krásného slohu. Představuje v Čechách neobvyklý ikonografický motiv svitku (mluvicí pásky). Od roku 1999 je vystavena ve stálé expozici Oblastního muzea v Chomutově.

## Původ sochy
Původ sochy je neznámý. Roku 1647 se dostala do Jirkova, pravděpodobně s Jezuity, kteří od roku 1589 působili v Chomutově a postavili zde kostel svatého Ignáce (dokončený mezi lety 1668–1671). Později socha vystřídala několik soukromých majitelů. Od roku 1847 byla v majetku chomutovské rodiny Löscherů. Roku 1978 ji chomutovské muzeum získalo jako vynucený dar v souvislosti s vystěhováním poslední majitelky, dr. Friedrun Geisenheinerové, do Berlína.

## Popis a zařazení
Socha z lipového dřeva, výška 104,5 cm, šířka 41 cm, hloubka 18,5 cm, na zadní straně vyhloubená, s původní polychromií. Socha má na zádech zápisy o restaurování v letech 1647 a 1847, roku 1981 ji restaurovala Věra Frömlová.

Socha korunované Panny Marie s vysoko postaveným Ježíškem na hrudi vychází z redukovaného kompozičního typu Krumlovské Madony. Nahý Ježíšek drží oběma rukama na klíně bílý svitek, který představuje logos, symbol Boží moudrosti a křesťanské víry. Existence tohoto ikonografického motivu je ve střední Evropě neobvyklá. Má původ v burgundském sochařství z období kolem roku 1400 (Madony z Louvre, Curychu, Frankfurtu nad Mohanem) a předpokládá se, že do Čech byl zprostředkován braniborským sochařstvím, kde je poměrně častý (Madony z oltáře v Gardelegen, z bývalého oltáře ve Wartenberku, ze Státních muzeí v Berlíně). V sochařství krásného slohu je běžnější Ježíšek ukazující v otevřené knize (Madona z Vrbna nad Lesy, Madona ze Seeonu, Trůnící Madona z Chebu) nebo píšící (Madona z Iversheimu). Na svitku se dochovala pouze část nápisu - šest písmen identifikovaných jako O, I (?), C, M (?), D, G, patrně zkratka oslavné věty jezuitského řádu "Ad Maiorem Dei Gloriam", a musí být mladšího data.
Madona je štíhlá, pojatá vertikálně a nepříliš rozvinutá do prostoru. Pravá volná noha je unožená, záda mírně prohnutá, esovité prohnutí do stran naznačují pouze tuhé záhyby pláště. Na úzké hrudi spíná plášť oválná reliéfní agrafa. Spodní šat je stříbrný, na pravém boku zřasen tuhými vertikálními záhyby tvrdě ukončenými nad podstavcem. Svrchní zlacený plášť je pod lokty mírně podkasán a přetažen přes tělo, vpředu zřasen v mísovitých záhybech s ostře lámanými hranami, po stranách tvoří trubkovité záhyby. Pod pravou rukou se blok mezi kaskádovitým závěsem a tělem nenápadně otevírá, podél levého boku spadá k podstavci tuhý diagonální záhyb. Celkový záhybový systém drapérie vychází z předloh Mistra Týnské Kalvárie a je blízký např. soše Sv. Jana Evangelisty.
Tváře Panny Marie i Ježíška jsou zpracovány schematicky, bez zájmu o detail. Na štíhlém krku Panny Marie je hlava oválného tvaru s nasazenou královskou korunou, s vypouklými tvářemi, špičatou bradou a mělce zasazenýma očima. Zplihlá bílá rouška spadá na ramena a rámuje tmavé vlasy. Ježíšek má širokou tvář a sedí vzpřímeně s nohama nataženýma přes hruď Panny Marie.
Tvorba Mistra Týnské kalvárie a díla pozdního krásného slohu ovlivňovala i okolní země, zejména Slezsko a Sasko, ale zasáhla i na sever Německa a do Horního Porýní. Z celkového zpracování drapérie s úzkými, ostrými a ztuhle působícími záhyby lze usoudit, že Madona vznikla patrně v sasko-durynské oblasti, případně jiných částech Německa, kam ukazuje v Čechách neobvyklá typika tváře a ikonografický motiv Ježíška se svitkem. Postupné doznívání krásného slohu, které charakterizuje vysychání a tuhnutí zplihlých forem a záhybů, ostré linie a tendence k vertikalizaci sochu řadí do druhé čtvrtiny 15. století.

### Příbuzná díla
- Madona z Vrbna nad Lesy, Národní muzeum v Praze
- Madona z oltáře v Gardelegen
- Madona z bývalého oltáře ve Wartenberku
- Madona ze Státních muzeí v Berlíně
- Madona z Iversheimu[4]
- Assumpta z Oberhermersdorfu

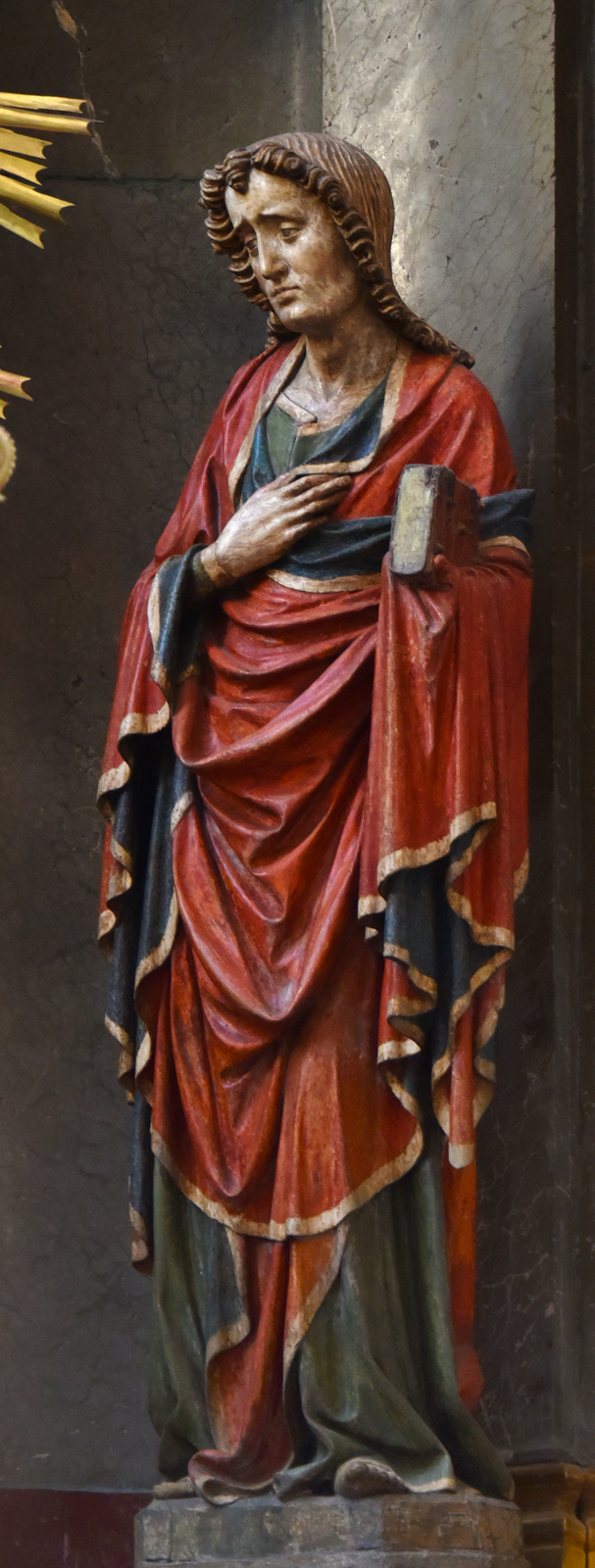
Sv. Jan Evangelista (po 1410), Mistr Týnské Kalvárie
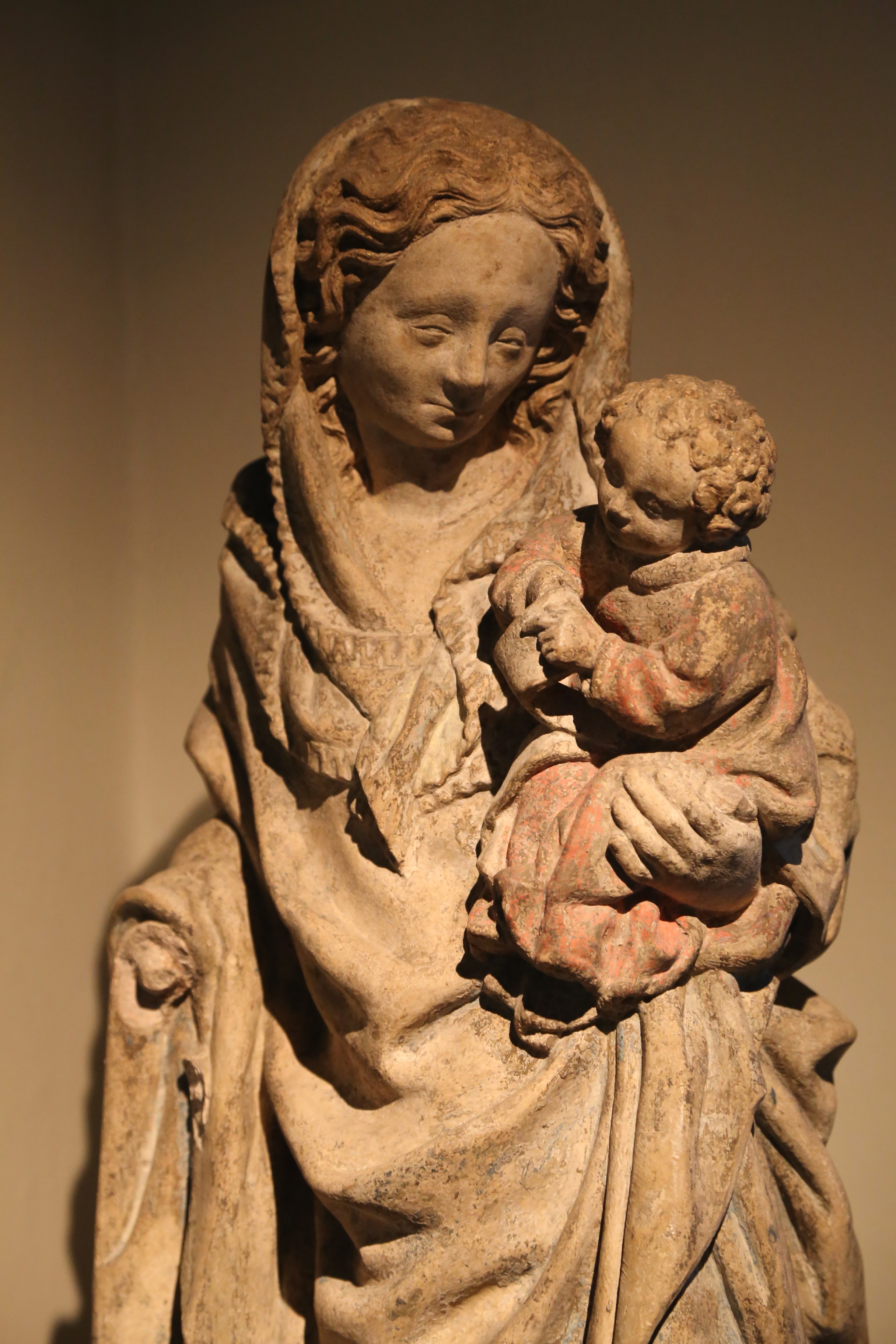
Madona s dítětem a svitkem, Burgundsko, (kolem 1420), Bayerisches Nationalmuseum
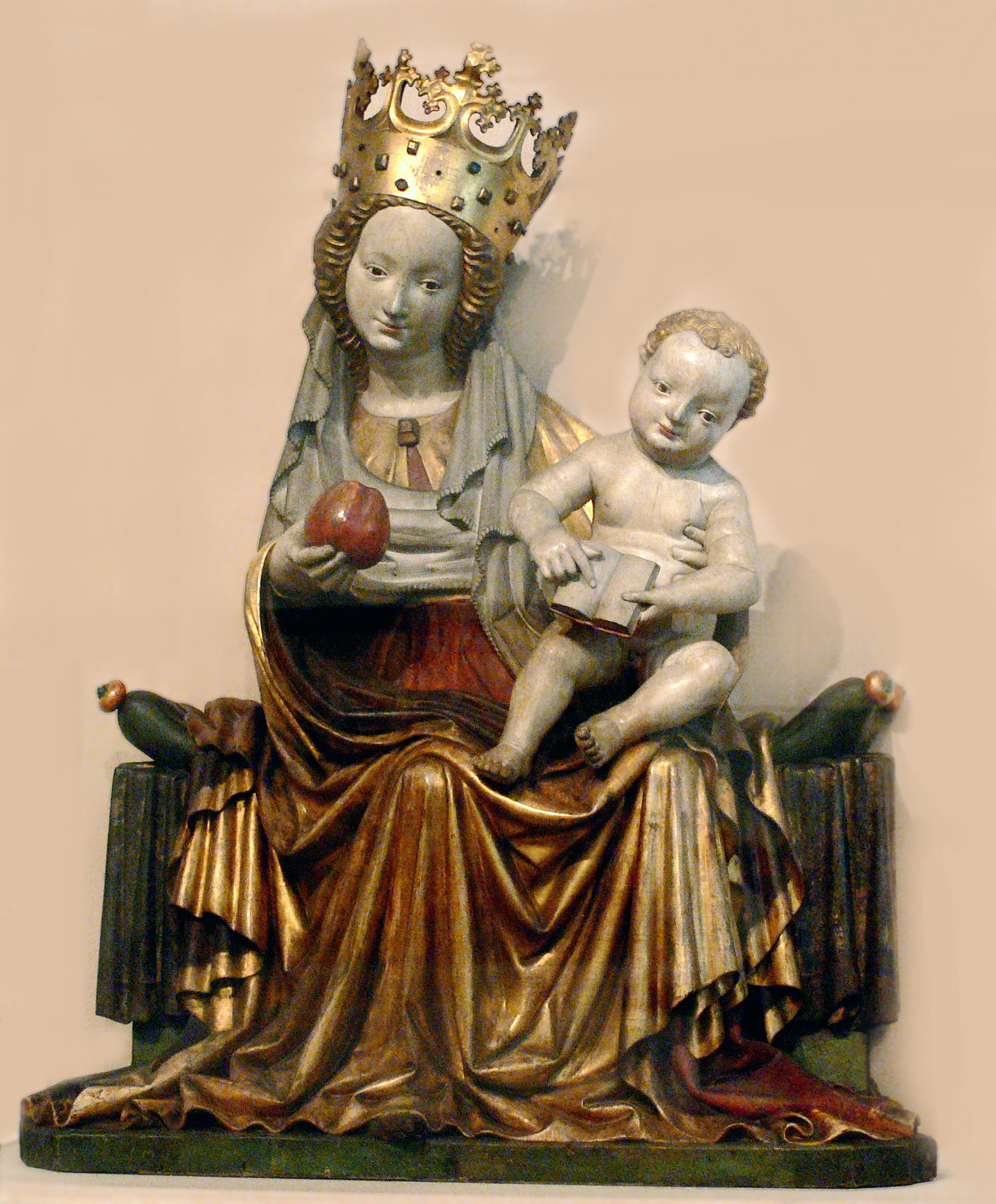
Madona ze Seeonu (1430), Bayerisches Nationalmuseum
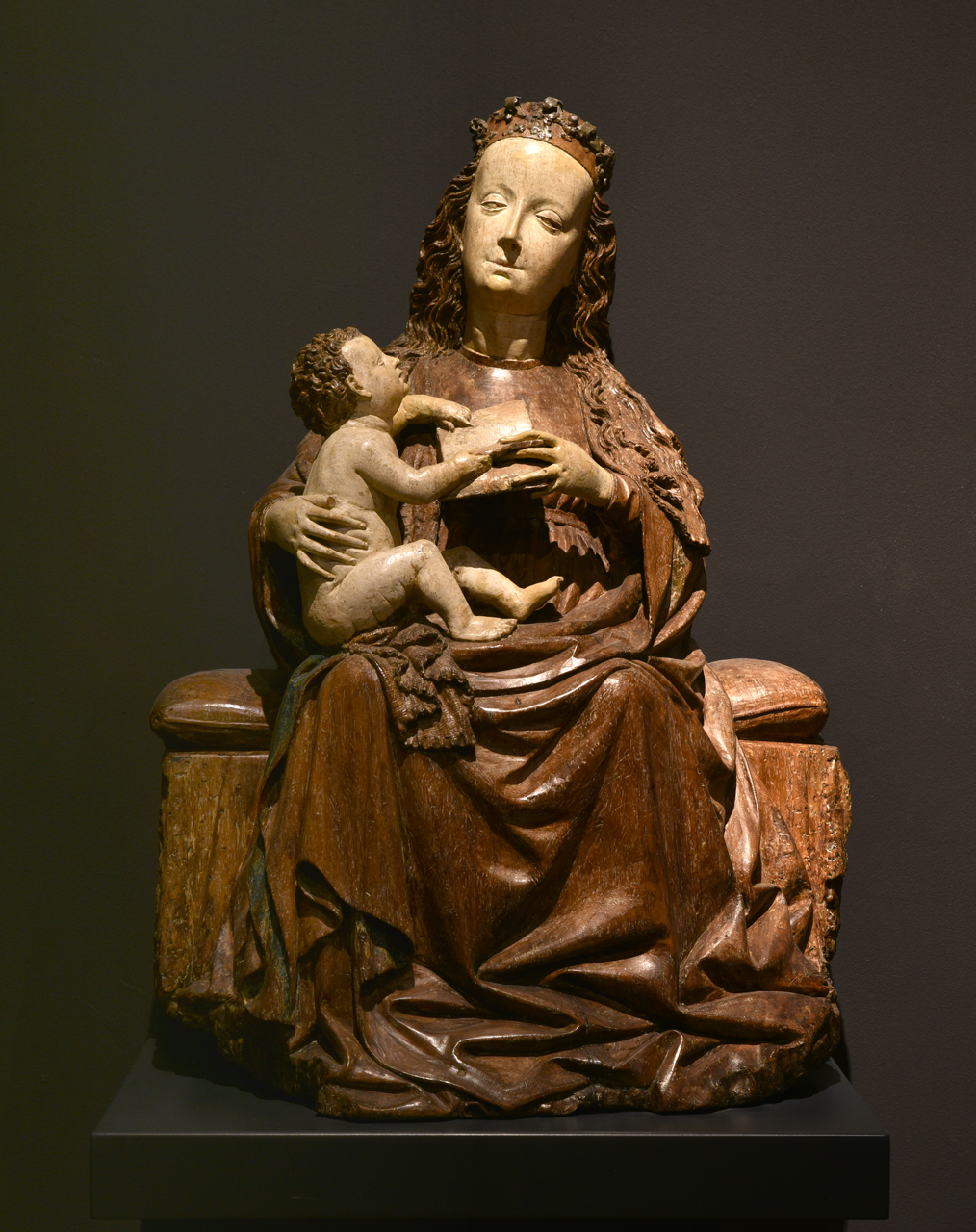
Trůnící Madona s Ježíškem z Chebu (pol. 15. stol.), GVU Cheb
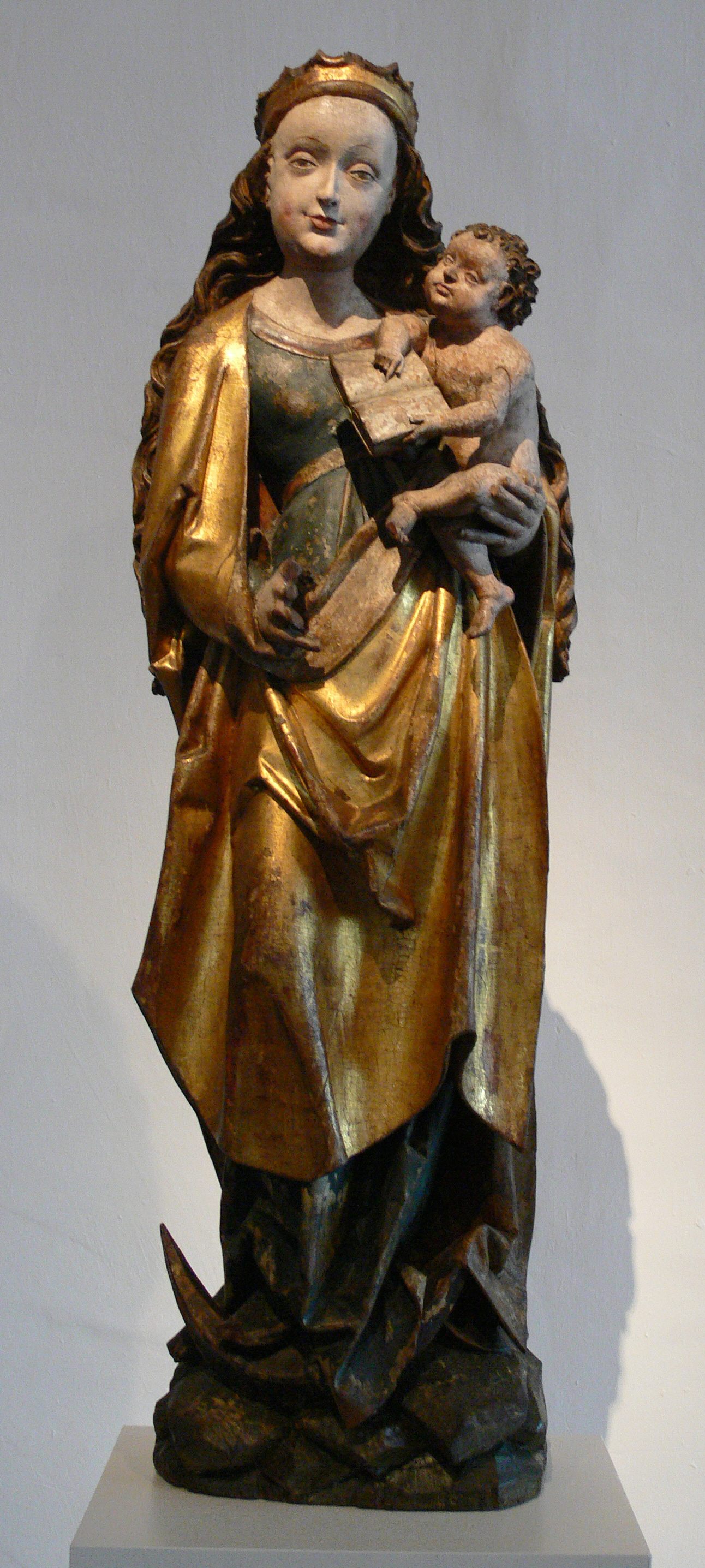
Assumpta ze St Egidien (1520)